# Метарейтинг
Metaratings.ru (или Метарейтинг) — международный спортивный интернет-портал о букмекерских конторах, ставках на спорт, публикующий спортивные новости, результаты матчей, исследования, аналитику и спортивные инсайды на английском и русском языках, базирующийся в Москве (Россия). Награждён премией «Золотой сайт 2020» и «Премией Рунета 2021».

## История

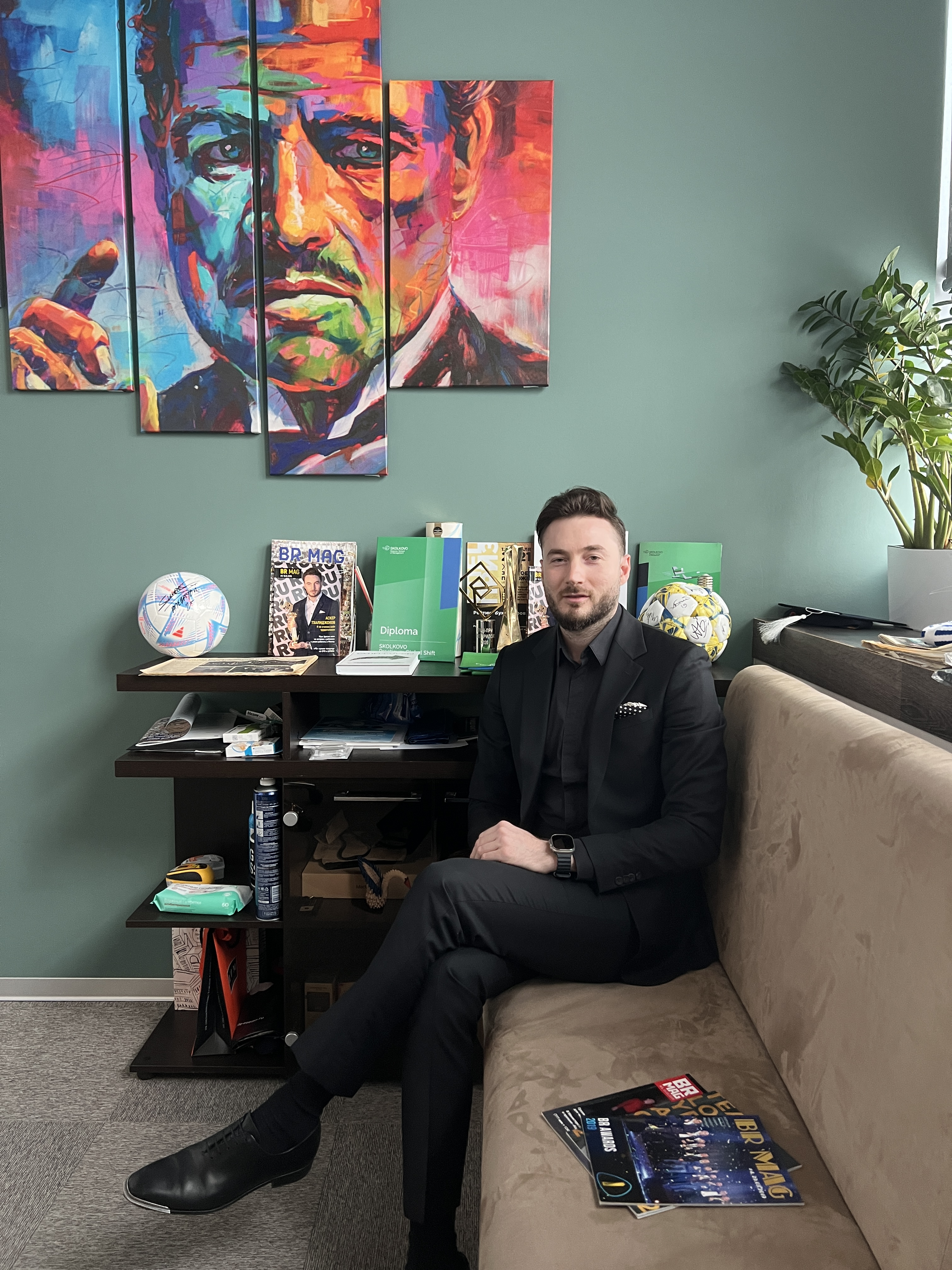
Аскер Тхалиджоков в офисе Метарейтинг

Работает с 28 декабря 2018 года . Сайт функционирует с 2008 года, до 2018 года именовался как WinBetting, после перезапуска портала название изменено на MetaRatings.
Владелец: Аскер Тхалиджоков. Главный редактор: Сергей Бреговский. Региональные версии: Белоруссия, Россия (metaratings.ru), США, Таджикистан, Узбекистан. Основная специализация в таких видах спорта как футбол, хоккей, MMA, киберспорт.
Ресурс является информационным партнёром футбольного клуба «Шахтер» (Караганда), футбольного клуба «Балтика» (Калининград), гандбольного клуба ЦСКА (Москва).

## Показатели деятельности
Резидент «Сколково» с 2020 года, выручка за 2019 год 149 миллиона рублей, за 2020 год выручка составила порядка 165 миллиона рублей.
По итогам 2020 года, согласно исследованиям компании «Медиалогия», «Метарейтинг» занял 10 место в Топ-20 самых цитируемых СМИ спортивной отрасли.
Согласно исследованиям компании «Медиалогия» «Метарейтинг» вошёл в Топ-20 самых цитируемых СМИ спортивной отрасли за I и II кварталы 2021 года.
За III квартал 2021 года, согласно исследованиям компании «Медиалогия», в Топ-20 самых цитируемых СМИ спортивной отрасли «Метарейтинг» поднялся на 2 пункта, заняв 8 место, обогнав Sports.ru и Matchtv.ru.
За I квартал 2022 года, согласно исследованиям компании «Медиалогия», в Топ-20 самых цитируемых СМИ спортивной отрасли, Метарейтинг поднялся на 2 пункта, заняв 6 место.

## Награды
- Премия «Золотой сайт 2020» — спецприз в номинации «Сайт стартапа»[17].
- Премия РБ — спортивный журналист Metaratings Иван Карпов стал инсайдером года за новость о переходе Александра Кокорина из «Спартака» в «Фиорентину»[18][19].
- «Премия Рунета 2021» — в номинации «Игровая индустрия и киберспорт»[20].